# Русско-византийский договор (907)

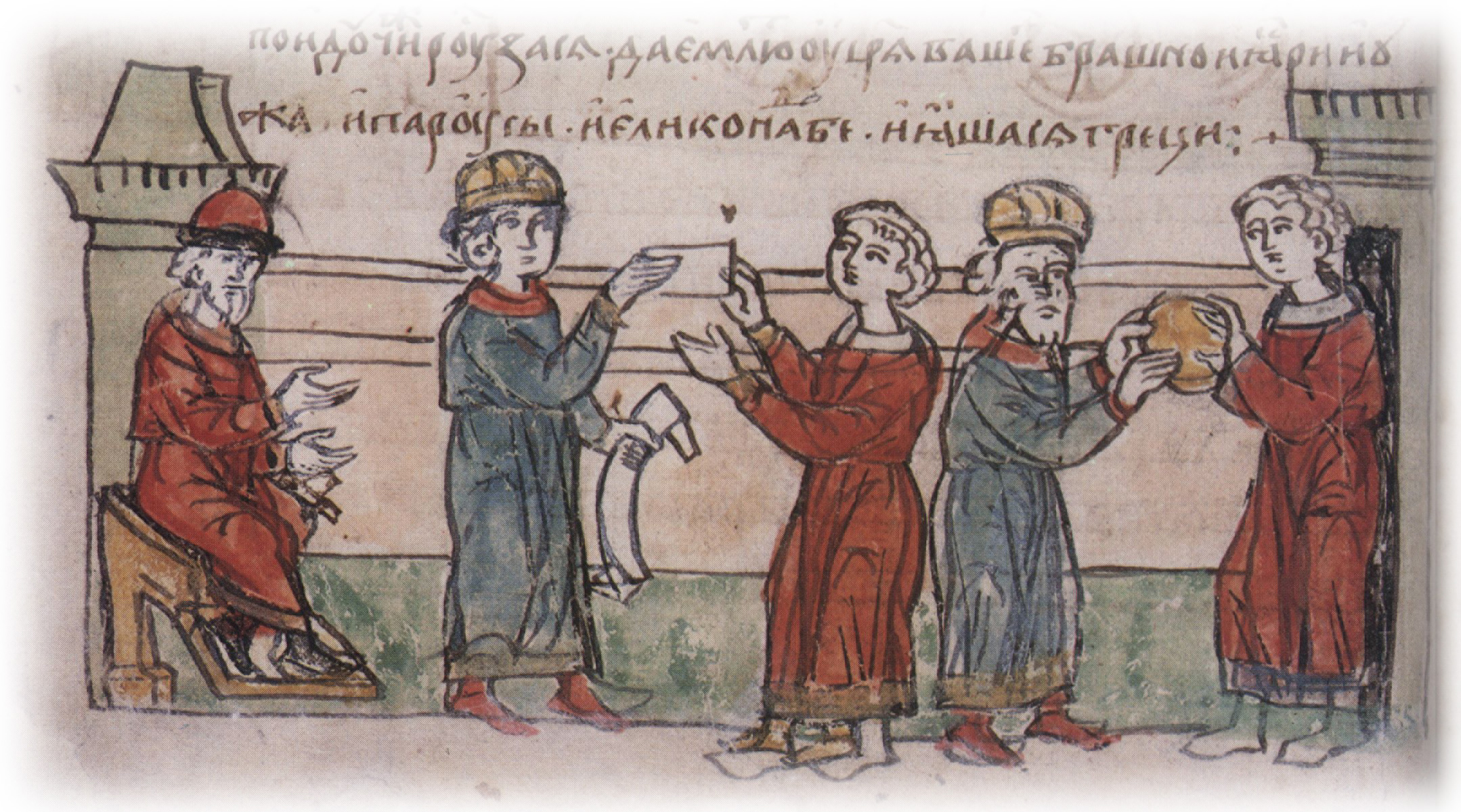
Переговоры об условиях договора между Олегом и византийскими императорами Львом VI и его братом Александром. Миниатюра из Радзивилловской летописи, конец XV века

Ру́сско-византи́йский договор 907 года — согласно «Повести временных лет», первый международный договор между Киевской Русью и Византией. Результат похода князя Олега на Константинополь.
Сохранился в списках в составе «Повести временных лет».
Факт заключения договора сомнителен, предполагается, что текст договора представляет собой летописную конструкцию, сократившую текст договора 911 года. По другому предположению, рассматривается как подготовительный к русско-византийскому договору 911 года.
Текст договора, сохранившийся в киевских летописях, даёт перечень лиц, участвовавших в его заключении с русской стороны. Они носили скандинавские имена: Карл, Фарлоф, Велмуд, Рулав и Стемид. В тексте Древнерусское государство обозначалось крупными городами: Киев, Чернигов, Переяславль, Полоцк, Ростов и Любеч. Историк А. А. Шахматов комментировал этот перечень как произвольный набор городов, в который, возможно, некоторые города были дописаны впоследствии переписчиками летописей.
Из наиболее значимых положений данный договор даёт статус колонии поселению русских купцов в Константинополе. Текст летописей указывает на то, что купцы поселились в квартале святого Маманта. Русь прибывала в город через городские врата, без оружия, в сопровождении императорской гвардии и не более 50 купцов на один раз. По прибытии они регистрировались византийскими властями для предоставления продовольствия и корма животным на срок до полугода.
В заключительных строках договора византийцы целуют крест, а русь клянётся своим оружием, богами Перуном и Волосом.